# Pilosocereus lanuginosus
Pilosocereus lanuginosus is een plantensoort uit de cactusfamilie. De eerste beschrijving als Cactus lanuginosus werd in 1753 gepubliceerd door Carl Linnaeus in Species plantarum.

## Beschrijving
De soort groeit als een boom, vertakt zich vanuit een enkele stam en bereikt een groeihoogte tot 10 meter. De rechtopstaande scheuten zijn aanvankelijk sterk blauw, worden dan blauwgroen en glazig en hebben diameters van 6 tot 10 cm. Er zijn gewoonlijk 9 tot 13 ribben, die dwarse groeven hebben. De aanvankelijk zwart met rode stekels worden later grijs of zijn geel. Sommige centrale stekels zijn duidelijk langer dan andere en naar beneden gericht. De 9 tot 15 radiale stekels zijn 10 tot 20 mm lang. Het bloeiende deel van de scheuten is duidelijk geprononceerd en bestaat uit twee tot drie ribben. Uit de areolen komen tevoorschijn stekels en een witte tot lichtbruine, 2 tot 3 cm lange wol.
De klokvormige witte bloemen zijn 6 tot 7,5 cm lang en kunnen een diameter tot 4 cm bereiken. De paarsrode vruchten zijn bolvormig en afgeplat. Zij kunnen groeien tot een diameter van 3 tot 3,5 cm en hebben een min of meer paarskleurig vruchtvlees.

## Verspreiding
Pilosocereus lanuginosus komt voor in het Caraïbisch gebied en in het noorden van Zuid-Amerika. Het is een inheemse soort op de ABC-eilanden. Op Bonaire en Curaçao wordt hij kadushi (di) pushi genoemd en op Aruba breba di pushi, waar de soort ook wettelijk beschermd is. Andere gebruikte benamingen zijn kadushi spaño, foño en funfun.

## Etymologie en taxonomie
Ronald Stewart Byles en Gordon Douglas Rowley plaatsten de soort in 1957 in het geslacht Pilosocereus. De soortaanduiding lanuginosus betekent 'wollig behaard, kort wollig, pluizig'. Er worden geen ondersoorten vermeld in de Catalogue of Life.

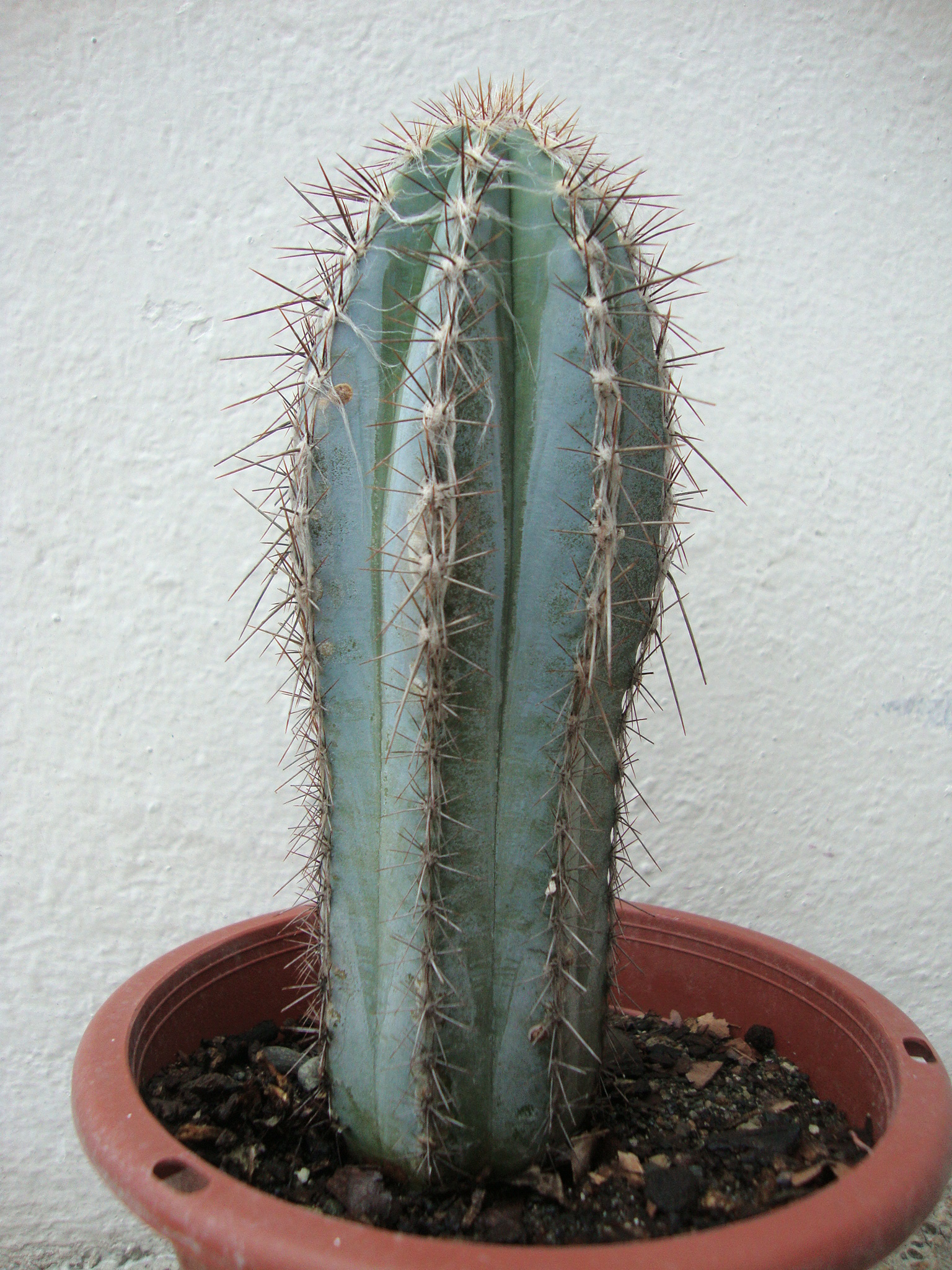
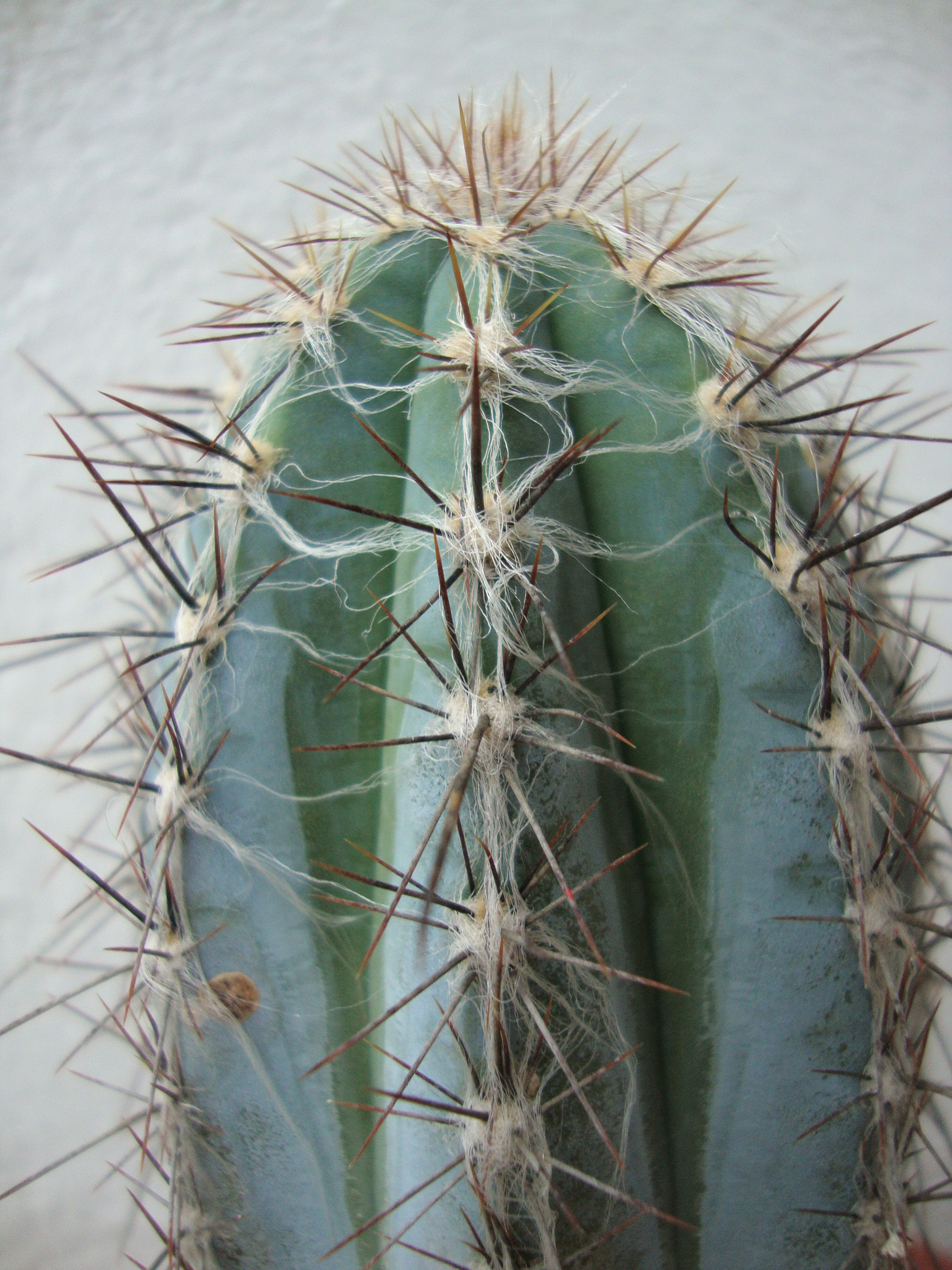